# Ilario Pegorari
Ilario Pegorari (ur. 9 stycznia 1949, zm. 17 sierpnia 1982) – włoski narciarz alpejski. Nie startował na mistrzostwach świata ani na igrzyskach olimpijskich. Najlepsze wyniki w Pucharze Świata osiągnął w sezonie 1972/1973, kiedy to zajął 20. miejsce w klasyfikacji generalnej, a w klasyfikacji slalomu był piąty.

## Sukcesy

### Puchar Świata

#### Miejsca w klasyfikacji generalnej
- 1972/1973 – 20.
- 1973/1974 – 49.
- 1974/1975 – 58.

#### Miejsca na podium
1. Mont-Sainte-Anne – 4 marca 1973 (slalom) – 2. miejsce
2. Naeba – 15 marca 1973 (slalom) – 3. miejsce